# Dalongtan (sockenhuvudort i Kina, Yunnan Sheng, lat 24,44, long 102,11)
Dalongtan (kinesiska: 大龙潭) är en sockenhuvudort i Kina. Den ligger i provinsen Yunnan, i den sydvästra delen av landet, omkring 91 kilometer sydväst om provinshuvudstaden Kunming. Antalet invånare är 13 148. Befolkningen består av 6 282 kvinnor och 6 866 män. Barn under 15 år utgör 17,0 %, vuxna 15-64 år 72 %, och äldre över 65 år 9,0 %.
Runt Dalongtan är det ganska tätbefolkat, med 83 invånare per kvadratkilometer. Närmaste större samhälle är Dianzhong, 12,3 km öster om Dalongtan. I omgivningarna runt Dalongtan växer i huvudsak blandskog.
Genomsnittlig årsnederbörd är 1 000 millimeter. Den regnigaste månaden är juni, med i genomsnitt 192 mm nederbörd, och den torraste är februari, med 9 mm nederbörd.